# Volodîmîrivka, Novoarhanhelsk
Volodîmîrivka (în ucraineană Володимирівка) este un sat în comuna Pidvîsoke din raionul Novoarhanhelsk, regiunea Kirovohrad, Ucraina.

## Demografie
Componența lingvistică a localității Volodîmîrivka
     Ucraineană (93,22%)
     Română (5,93%)
     Alte limbi (0,85%)
Conform recensământului din 2001, majoritatea populației localității Volodîmîrivka era vorbitoare de ucraineană (93,22%), existând în minoritate și vorbitori de română (5,93%).